# Universidad Estatal de California, Los Ángeles
La Universidad Estatal de California, Los Ángeles (California State University, Los Angeles; Cal State LA o CSULA) es una de las 23 universidades integrantes del sistema de la Universidad Estatal de California. El campus está ubicado en la región este de Los Ángeles, frente a la sierra de San Gabriel.

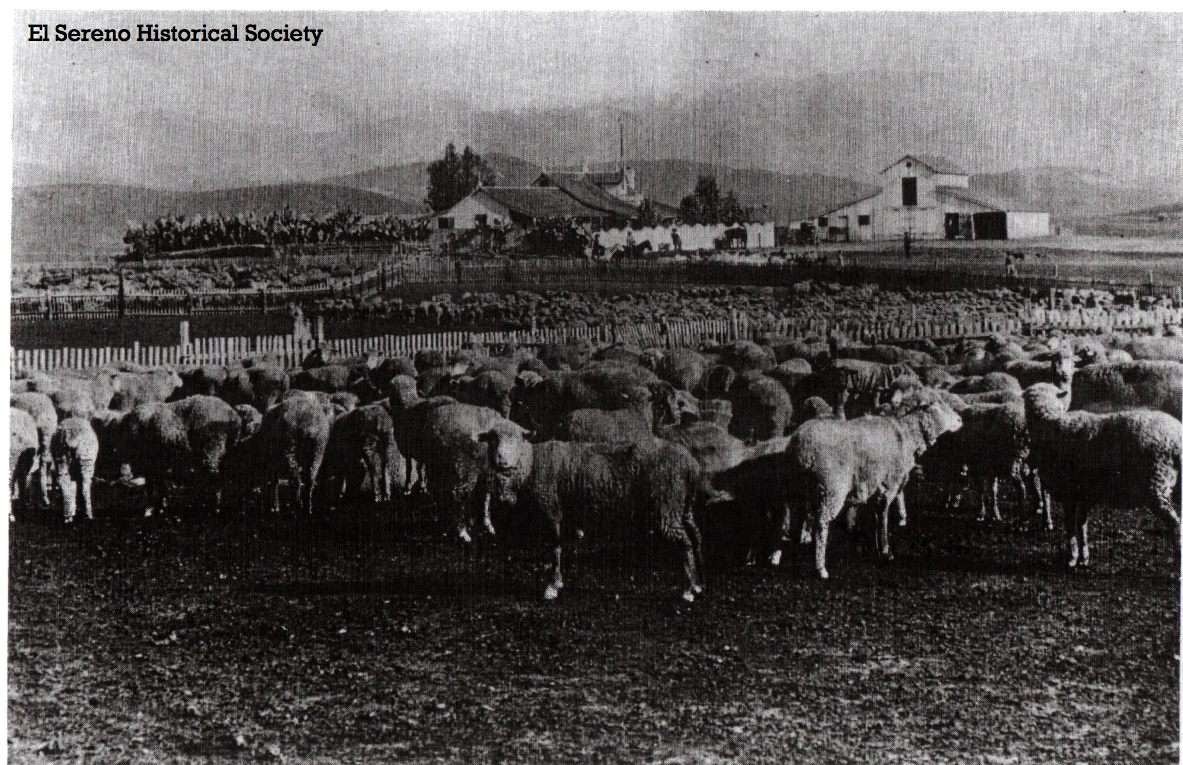
Rebaño de ovejas con casas al fondo, Condado de Los Ángeles, hacia 1880, Foto tomada en el Rancho Rosa de Castillo.

## Historia

### Segunda mitad delsigloXX
En 1952, el estado presentó un campus satélite para Cal State LA, que en esa temporada, se llamaba Los Angeles State College. En julio de 1958, el campus se separó de Cal State LA y le cambiaron el nombre a San Fernando Valley State college (ahora conocido como California State University, Northridge). Los primeros diplomas de maestrías fueron entregados en el año 1952.
Desde 1954, Cal State LA ha estado acreditado y reconocido por la Asociación Occidental de Escuelas y Universidades (WASC en su abreviatura en inglés). Los programas de Cal State LA son aceptado por la Comisión de Acreditación de Profesores de California (CCTC en su abreviatura en inglés).

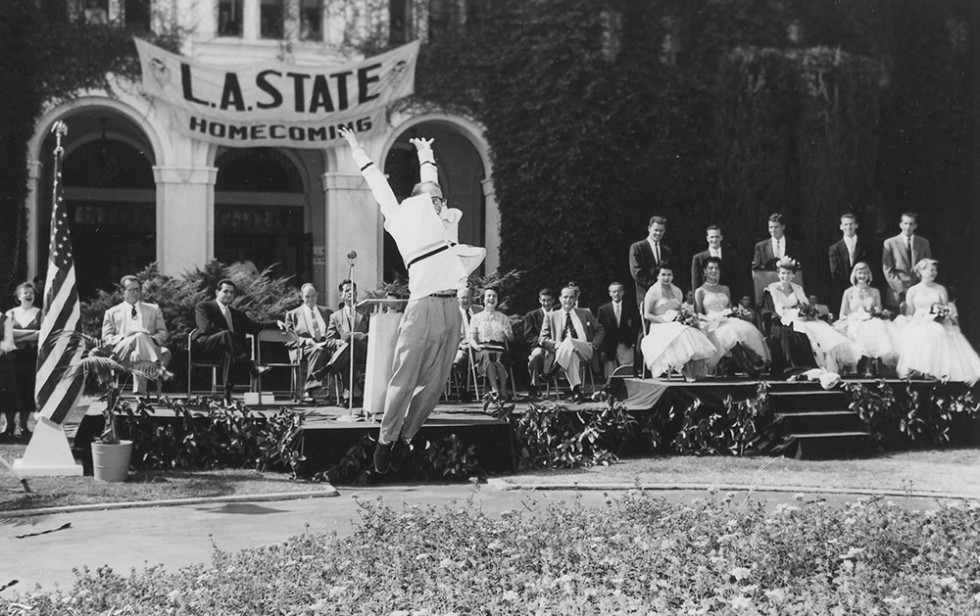
Homecoming en los años 40 en Cal State LA

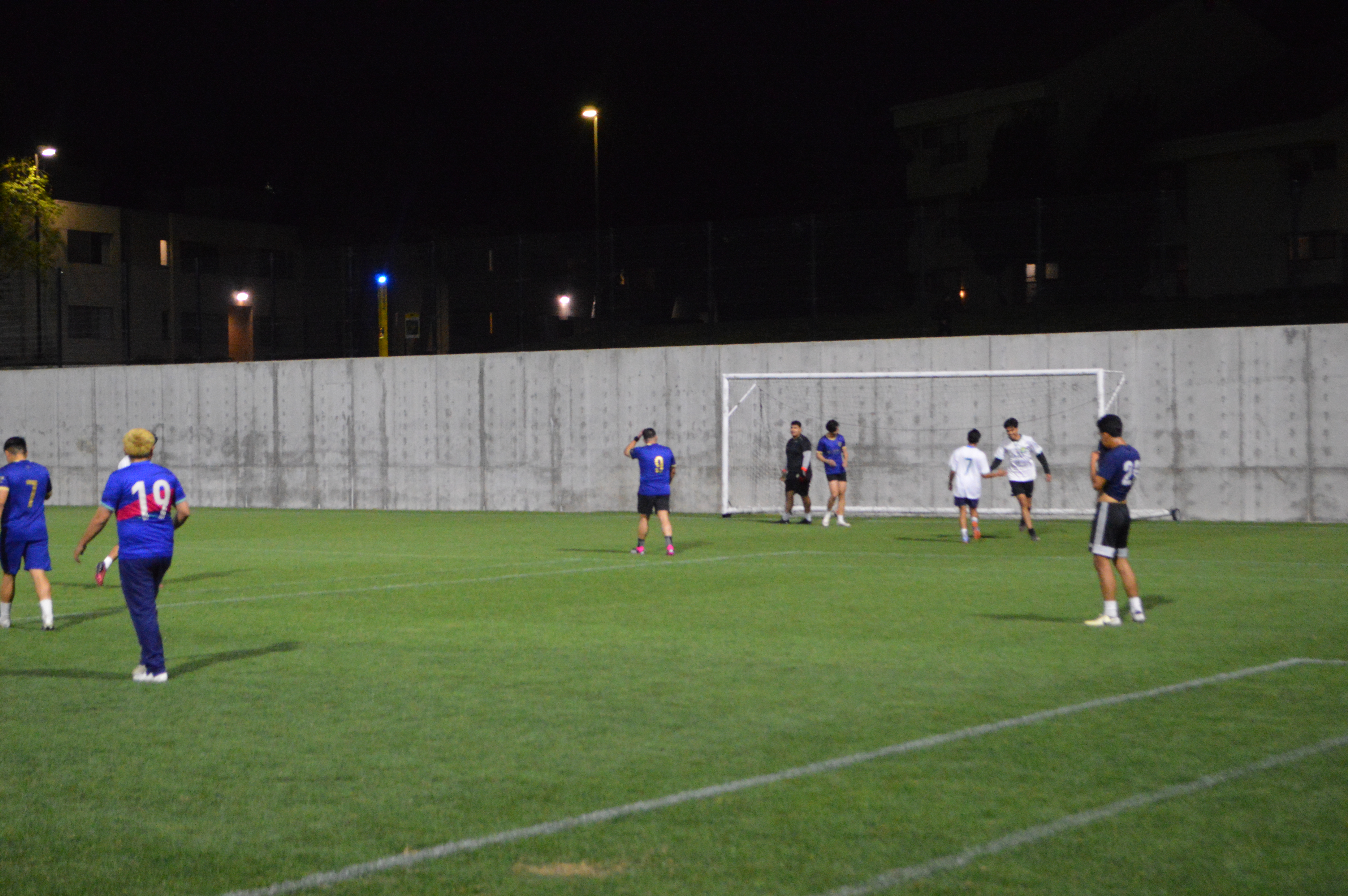
CSULA Intramuros

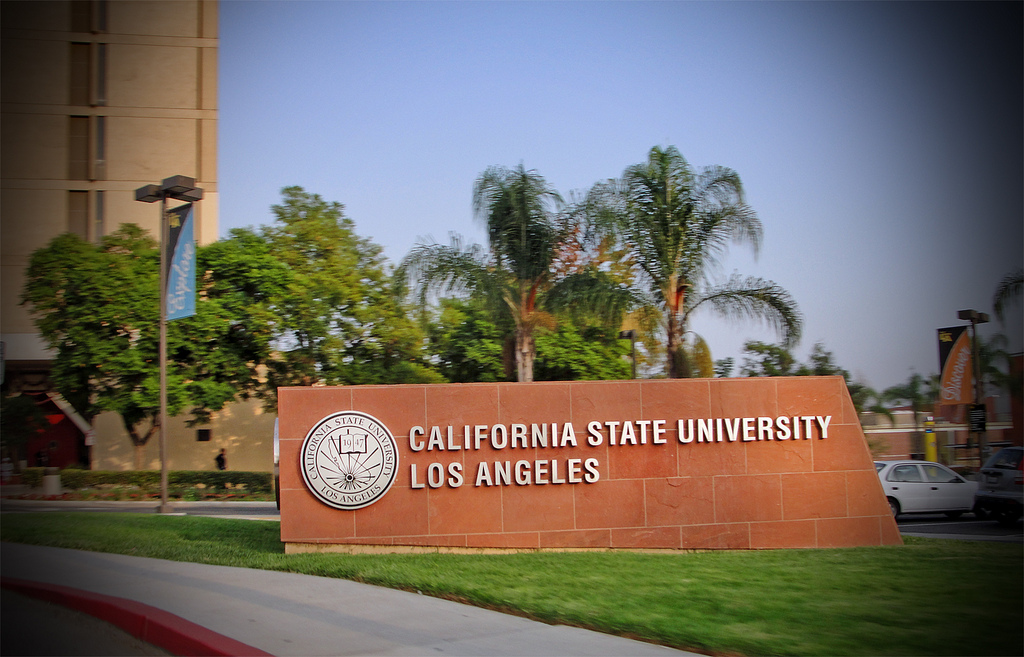
Entrada al edificio administrativo.

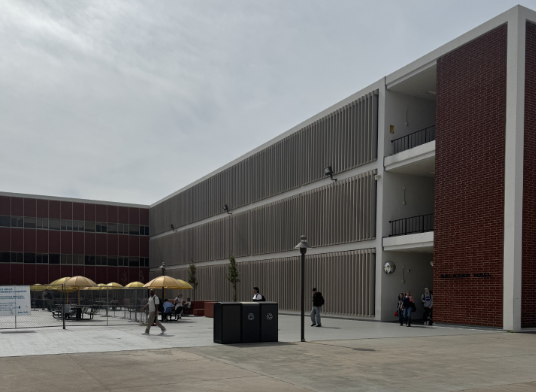
Salazar Hall, situado en la parte sur del campus, alberga muchas disciplinas de todos los campos de estudio, como matemáticas, finanzas y enfermería.

En 1955, los administradores empezaron construcción en el lugar original, denominado el sitio de Ramona en ese tiempo. Luego, la universidad se trasladó a su actual dirección, en la zona noreste de Los Ángeles.  
En 1962, el colegio introdujo a su tercero presidente Albert D. Graves que era el vicepresidente de Asuntos Académicos de LASCAAS. El colegio también firmó su primero contrato para preparar estudiantes para la Cuerpo de Paz. El primer grupo de 65 voluntarios recibió entrenamiento en la República Dominicana. Las áreas de entrenamiento incluyeron música, enseñanza, y acción comunitaria. El primer inicio en el nuevo sitio ocurrió en junio de 1963.
En el sexto de diciembre de 1963, el Colegio Estatal de California (ahora conocido como La Universidad Estatal De California) Consejo de Administración dieron el nombre del 35.º presidente de los Estados Unidos John F. Kennedy a la biblioteca. El 12 de febrero de 1964, una placa conmemorativa fue presentado en la ceremonia de nombramiento para la Biblioteca John F. Kennedy. En noviembre de 1969, se inauguró el ala norte de la biblioteca.
En 1964, el Consejo de Administración del Colegios Estatal de California cambiaron el nombre del colegio a “Universidad Estatal de California en Los Ángeles” (CSCLA en su abreviatura en inglés), y en 1968 a “Universidad Estatal de California, Los Ángeles”, cuando se convirtió en el Sistema de Universidades Estatales de California (CSC en su abreviatura en inglés). En 1972, CSCLA recibió el estatus de universidad y cambiaron su nombre a “Universidad Estatal de California en Los Ángeles” (CSULA en su abreviatura en inglés).
En 1968, Cal State LA creó el primer departamento de Estudios Chicanos del país.
En otoño de 1970, terminaron el inauguraron la Torre Sur y el Pabellón Sur. En julio de 1976, el Consejo de Administración de la CSU cambió el nombre de la Torre Sur por el de Torre Simpson, en memoria de Floyd R. Simpson, el primer decano de la Facultad de Ciencias Económicas y Empresariales. El South Hall pasó a llamarse Salazar Hall en memoria del periodista asesinado de Los Angeles Times y director de noticias de KMEX-DT Rubén Salazar.
La mascota original de la escuela era el Diablo. En 1980, el nuevo presidente de la universidad, James Rosser, adoptó una nueva mascota, Eddie, la aquila chrysaetos, diseñada para reflejar mejor la gran diversidad de la comunidad del campus. El tema se extendió a instalaciones estudiantiles como el centro de estudiantes y la librería.
En 1993, el Cancelario y los miembros del Consejo de Administración de la Universidad Estatal de California aprobaron la creación de la Facultad de Educación de Cal State LA. Era la primera facultad de educación superior de este tipo del país.
En octubre de 1998, se inauguró en el campus el Centro de Análisis Medioambiental, el primero de su clase financiado por la Fundación Nacional de la Ciencia en la Costa Oeste.

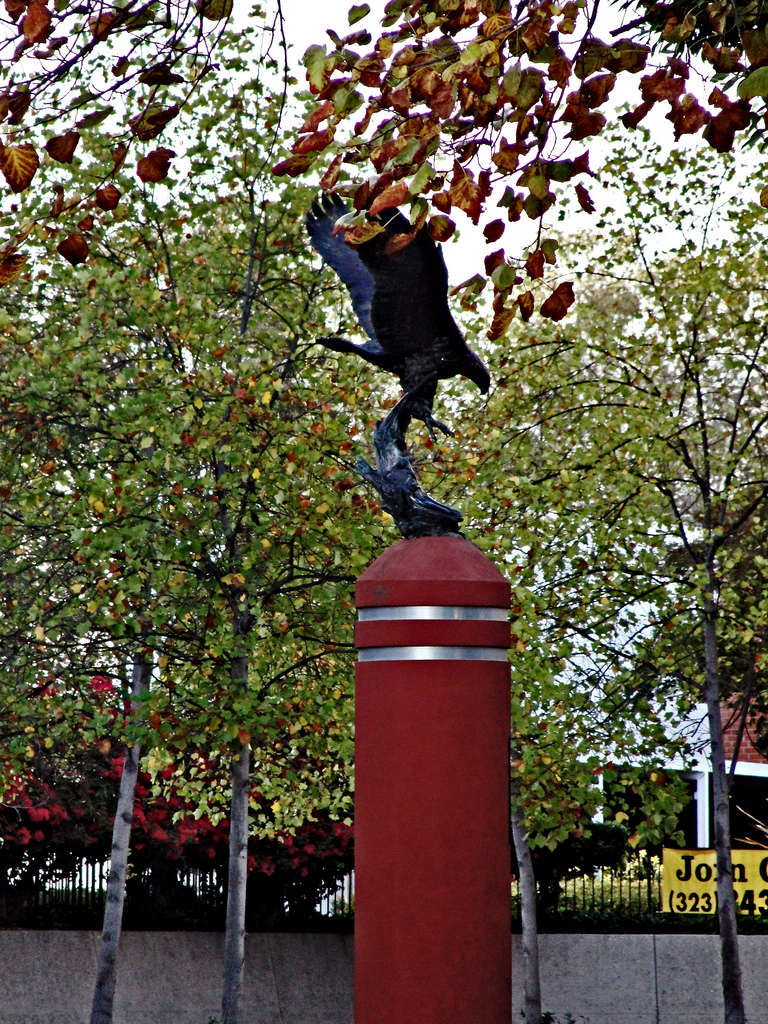
Escultura de bronce de la mascota águila real de Cal State LA por Kenneth Bjorge

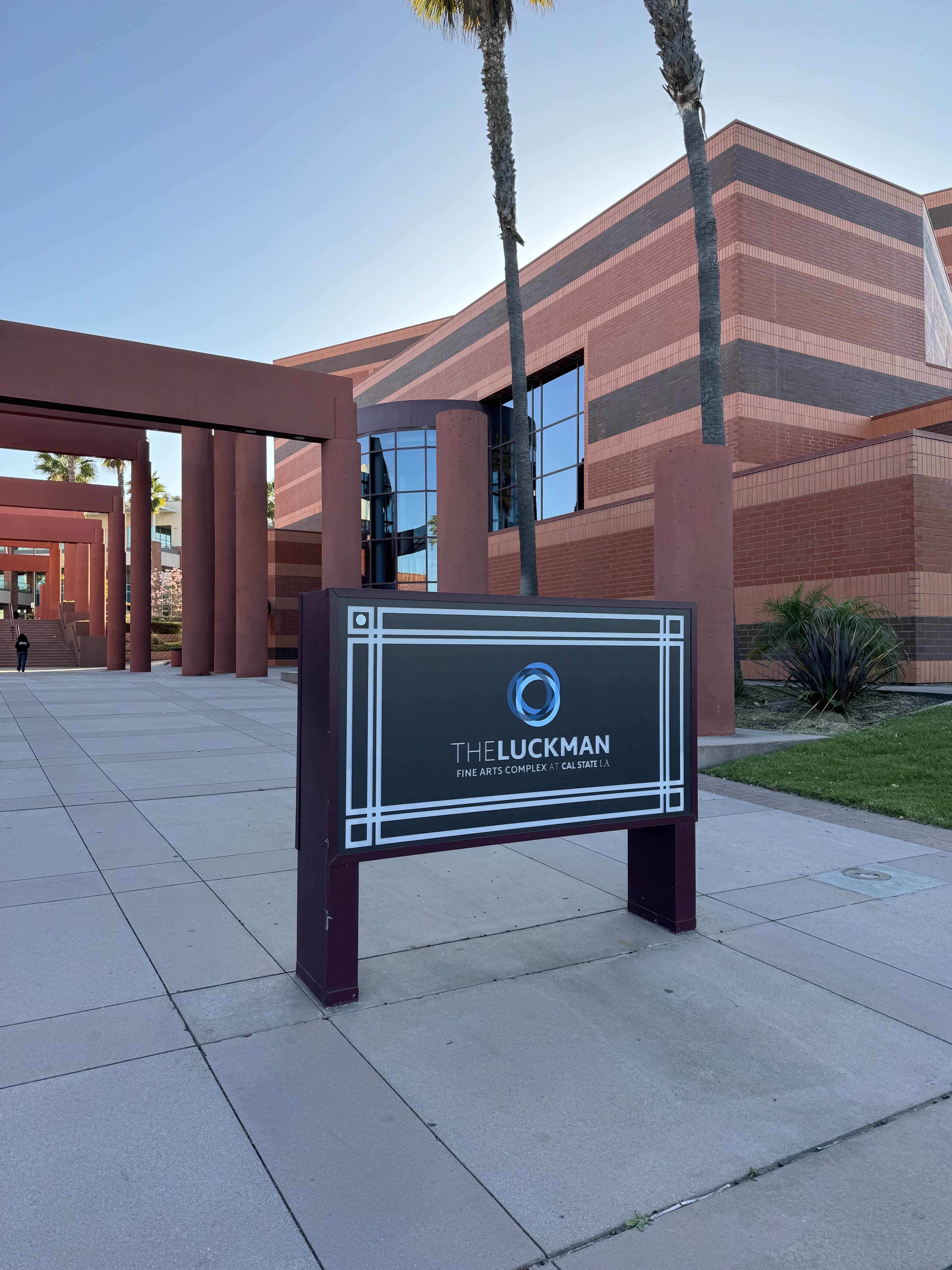
Cartel del Complejo de Bellas Artes Luckman de la Universidad Estatal de California en Los Ángeles.

### SigloXXI
En septiembre de 2000, el Gobernador de California, Gray Davis, eligió el campus de Cal State LA para celebrar una rueda de prensa en la que firmó los históricos proyectos de ley de ampliación del programa Cal Grant.
Los departamentos de Trabajo Social y Enfermería de Cal State LA, situados dentro de la Facultad de Salud y Servicios Humanos de la universidad, obtuvieron el estatus de Escuela en invierno de 2002.
Cal State LA Downtown es un campus satélite inaugurado en enero de 2016. Los programas se imparten a través del College of Professional & Global Education de la universidad.
El nombramiento de la Facultad de Salud y Servicios Humanos Rongxiang Xu tuvo lugar durante la 69ª ceremonia de graduación de la universidad el 11 de junio de 2016. Se trata de la donación más cuantiosa de la historia de la universidad y su nombre rinde homenaje al difunto Dr. Rongxiang Xu, cirujano y experto en medicina regenerativa.
La Escuela de Enfermería Patricia A. Chin fue dedicada como la primera escuela con nombre en Cal State L.A. en abril de 2018.Patricia Chin fue profesora de enfermería en la universidad, más tarde directora y, tras su jubilación, profesora emérita.
Se instaló una estatua de la exalumna de Cal State LA y campeona mundial de tenis Billie Jean King en la zona de césped frente al edificio de Educación Física.Cuando Billie Jean King estudiaba en Cal State LA, ya había ganado el Campeonato de Wimbledon.

### Presidentes Universitarios
|   | Presidentes de Cal State LA | Años como presidente |
| 1 | P. Victor Peterson          | 1947–49              |
| 2 | Howard S. McDonald          | 1949–62              |
| 3 | Albert D. Graves            | 1962–63              |
| 4 | Franklyn A. Johnson         | 1963-65              |
| 5 | John A. Greenlee            | 1965-79              |
| 6 | James M. Rosser             | 1979-2013            |
| 7 | William A. Covino           | 2013-2023            |
| 8 | Berenecea Johnson Eanes     | 2024-presente        |

## Vida en el campus y costo de la universidad.
Unión de Estudiantes de la Universidad Cal State LA y Teatro Luckman
A partir del otoño de 2016, Cal State LA pasó del sistema trimestral a semestral. La matrícula y las tarifas para residentes del estado son de $6,745, $17,245 para residentes de fuera del estado y alojamiento y comida de $11,723 a partir del año académico 2018-2019 con una proporción de estudiantes por docente de 25:1. Las clases están programadas de lunes a sábado de 7 am a 10 pm.
Cerca del borde de la ciudad de Los Ángeles, adyacente al oeste Valle de San Gabriel ciudades de Alhambra y Parque Monterrey, el campus ofrece vistas de la montañas al norte, el Valle de San Gabriel al este, metropolitan Los Angeles al oeste, y el Palos Verdes Peninsula y Islas Catalina al sur.
La Construcción de $30 millones Unión de estudiantes universitarios (U-SU) comenzó en 2005; Se inauguró en enero de 2009. La instalación ofrece un lugar para que estudiantes y profesores se reúnan e interactúen antes o después de clase. Reemplazó al edificio U-SU de 1975 que se cerró en 2004 debido a preocupaciones sísmicas. La U-SU ofrece un teatro, un gimnasio y una variedad de otros servicios dedicados al alumnado. Sus salas de reuniones se conectan con las del edificio “The Golden Eagle” a través de un puente en el tercer piso. El Golden Eagle incluye un patio de comidas, un Barnes & Noble, librería operada e importantes instalaciones para conferencias. La universidad consta de una área de comida, y es propiedad de Coca-Cola Company y ofrece una selección de restaurantes de comida rápida que incluyen El Pollo Loco, Carl's Jr., The Spot y Juice It Up. Las instalaciones de la U-SU albergan opciones adicionales de comida rápida.
Cal State LA es una de las ocho instituciones en América del Norte y del Sur seleccionadas como sitio de residencia de becas de humanidades de la Fundación Rockefeller.
A partir del otoño de 2018, Cal State LA tiene el segundo mayor porcentaje de inscripción de latinoamericanos en el sistema de Cal State University.  
El HBO espectáculo valle del silicio Usó la fachada de la U-SU como edificio para la empresa Hooli.
| Raza y etnia         | Total | Total |  |
| Hispano              | 76%   |       |  |
| Asiático             | 11%   |       |  |
| Nacional extranjero  | 6%    |       |  |
| Blanco               | 4%    |       |  |
| Negro                | 4%    |       |  |
| Desconocido          | 2%    |       |  |
| Dos o más carreras   | 1%    |       |  |
| Diversidad económica |       |       |  |
| Bajos ingresos       | 77%   |       |  |
| Afluente             | 23%   |       |  |

| Dos o más razas | 1% |  |
| Desconocidos    | 2% |  |
| Blanco          | 4% |  |

### Estudiantes Asociados
Associated Students Incorporated (ASI) es el gobierno estudiantil de la Universidad Estatal de California, Los Ángeles. ASI está gobernada por una junta directiva estudiantil que es elegida cada año por el cuerpo estudiantil de Cal State LA. ASI representa los intereses del alumnado y actúa como la voz oficialmente reconocida de los estudiantes. Además, ASI patrocina una serie de eventos y actividades en el campus utilizando tarifas estudiantiles obligatorias.

### Eagle Advocates
Eagle Advocates, o Lobby Corps de ASI, es el único grupo de defensa estudiantil que representa a todo el cuerpo estudiantil de la escuela. Cada campus de CSU tiene un grupo de lobby y está abierto a todos los estudiantes. Los estudiantes reciben capacitación en defensa y cabildeo durante todo el año escolar. Se centra la atención en la legislatura estatal, aunque también se siguen las cuestiones locales y federales.
Jardín Janice Cordova ubicado detrás del edificio del Career Center con un área para sentarse. El espacio incluye bancos y diversas plantas.

### Janice Cordova Jardín del Bienestar
Cal State LA dedicó la Janice Cordova Jardín de Bienestar el 21 de abril de 2022. Esta dedicación se llevó a cabo en honor a la difunta esposa del exalumno Richard Cordova. El jardín está ubicado en el centro del campus, entre el Centro para el Compromiso, el Servicio y el Bien Público y el Estudiante. Centro de Salud. Es un espacio tranquilo que cuenta con una meditativo sendero para caminar, obras de arte, y más de 50 tipos de vida vegetal que promueven relajación, cicatrización, y trascendencia. La idea del jardín surgió inicialmente de los estudiantes que participaban en las mesas redondas de WellBeingU, durante las cuales los estudiantes de los cursos de Introducción a la Educación Superior de la universidad desarrollaron planes de acción para mejorar el bienestar en el campus. "Los equipos de estudiantes imaginaron repetidamente la creación de un espacio en el campus definido por la belleza natural donde pudieran reflexionar, recargarse y reunirse", dijo la Primera Dama Covino en la inauguración del jardín. En muchos jardines, la gente tiene la práctica de "Nature Therapy" para experimentar bienestar físico y mental. El Jardín puede generar una sensación de asombro al experimentar algo más grande que nosotros mismos. “Nature Therapy”, o ecoterapia, puede fortalecer el sistema inmunológico, respiratorio y cardiovascular . La relajación también puede mejorar el azúcar en sangre, el estado de ánimo, la concentración y el sueño. Los estudiantes pueden relajarse sentándose tranquilamente en el jardín y contemplando la hermosa naturaleza que los rodea. Las imágenes del jardín han sido reproducidas de pinturas al óleo originales con permiso del artista Mika Cho. Mika M. Cho es miembro de la facultad de Cal State LA y directora de la Galería de Bellas Artes Ronald H. Silverman de la universidad.

## Residencia estudiantil
De 1964 a 1972, el desarrollador Louis Lesser construyó seis edificios residenciales de 10 pisos para alojar a 3,600 estudiantes. Los hizo tan altos porque la propiedad de la universidad solo era 175 acres. A pesar de su tamaño, le faltaba espacio a la universidad para la expansión horizontal, siguiendo el plan de expansión de la Universidad Estatal de California iniciado en 1959. Como resultado de los edificios altos, la capacidad de alojamiento de la universidad se duplicó, clasificando Cal State LA como el más grande del sistema de la Universidad Estatal de California.
El plan de desarrollo de las residencias fue diseñado por Maxwell Starkman y Asociados, AIA, de Beverly Hills. A diferencia de otros componentes del sistema Cal State que estaban siendo desarrollados en 1960, las residencias fueron financiadas por Louis Lesser Enterprises, Inc. El primer alojamiento dentro del campus abrió en junio de 1984, y tres años después, el segundo alojamiento dentro del campus se abrió. Cal State LA tiene un complejo de residencia para estudiantes que se pueden rentar para ocupación doble por $655 al mes. Los complejos recibieron renovaciones cuando Los Ángeles organizó los Juegos Olímpicos de Verano de 1984 porque alojaron atletas olímpicos.
Lesser también inició estacionamiento subterráneo con su desarrollo de Cal State LA. En aquel momento, el concepto fue raro y recibió su propia sección en el periódico con el título “Parking Underground” que descrita un estacionamiento subterráneo con dos niveles.

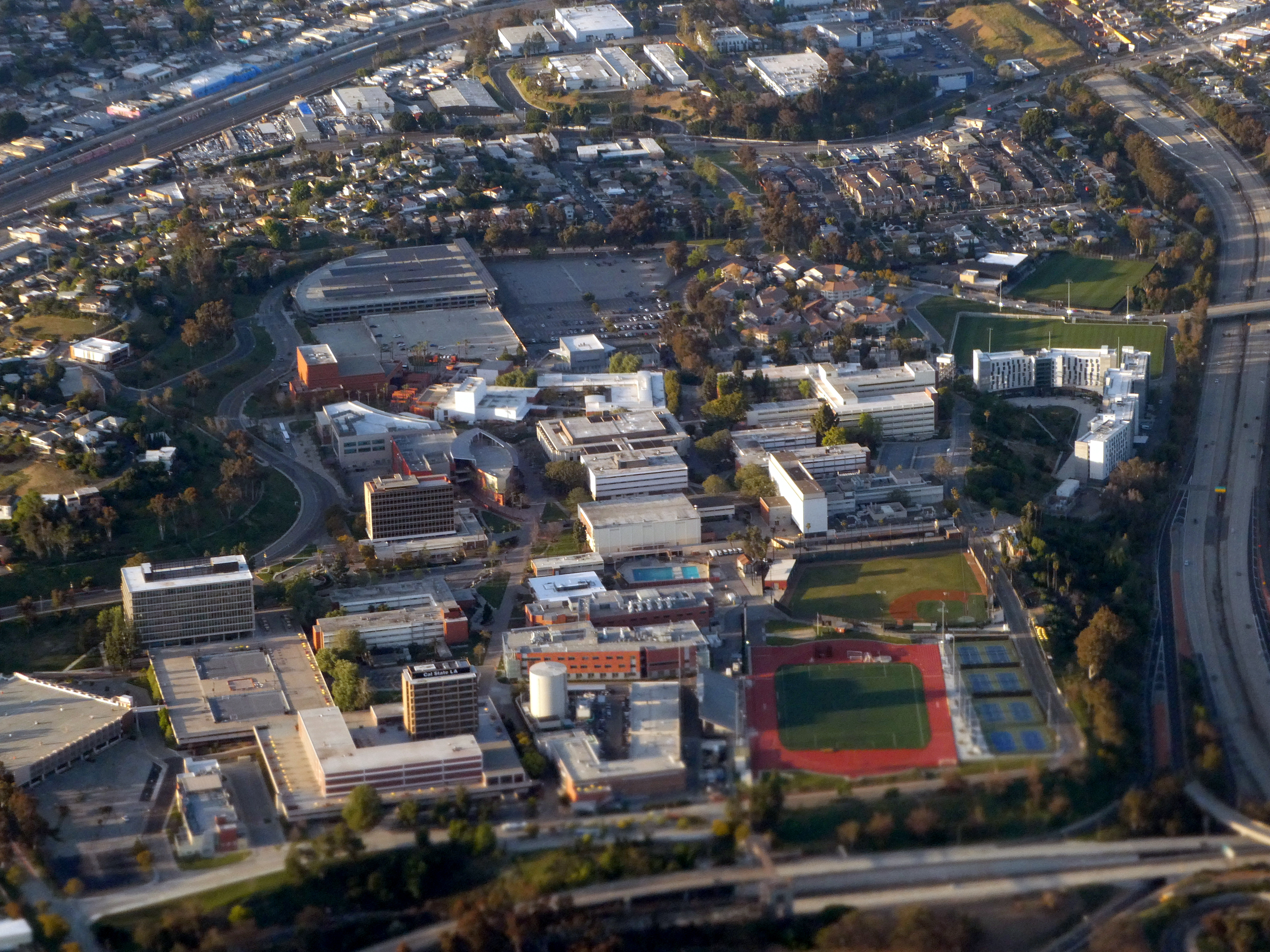
Vista aérea de Cal State LA tomada en abril de 2024, que muestra los edificios de Student Housing East en la derecha extrema.

El proyecto Student Housing East (Vivienda de Estudiantes, Este) se completó en 2021. El North Campus Project (Proyecto del Campus Norte) ofrece nuevas viviendas para estudiantes, nuevos campos de fútbol y una estructura de estacionamiento en la parte norte del campus de Cal State LA. Las instalaciones de alojamiento de estudiantes ofrecen 1,500 camas para estudiantes de primer y segundo años y un comedor asociado.

### Comunidades de Vida-Temática
Resident Scholar Housing (Vivienda de Residentes Eruditos) El objetivo de la Resident Scholar Housing es ofrecer al Colegio de Honores de Cal State LA y los estudiantes de alto rendimiento académico un alojamiento temático que apoye la misión y visión del Colegio de Honores y los resultados de aprendizaje institucionales mediante la formación de una comunidad de estudiantes a través de clases de Honores, proporcionando oportunidades de aprendizaje y compromiso social y participando en una comunidad dirigida por estudiantes.
Halisi Scholars Living Learning Community (Comunidad de Vida-Aprendizaje de Alumnos Halisi) La Halisi Scholars Living Learning Community está diseñada para mejorar la experiencia residencial de estudiantes que forman parte de o están interesados en asuntos con respeto a la comunidad negra viviendo en campus. Ofrecen la oportunidad de conectarse con personas del cuerpo docente y semejantes, y estar involucrados en programas que se enfocan en el éxito académico, conciencia cultural, y participación cívica.

## Estacionamiento y transporte público

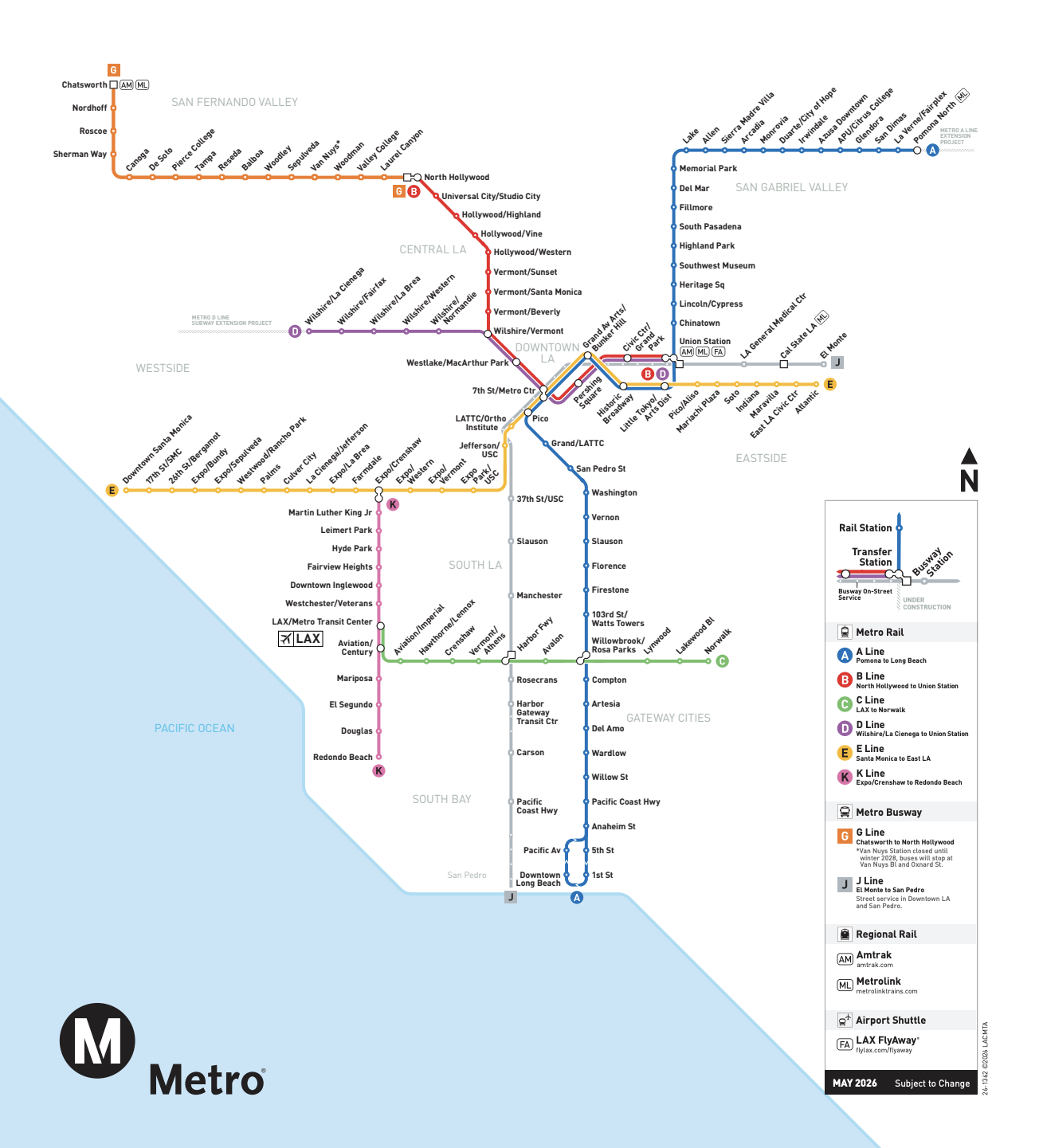
Estación Cal State LA. En la Linea J de Metro de Los Angeles (gris).

La Línea San Bernardino de tren de cercanías Metrolink pasa al sur de la universidad. La Línea J  de Metro de Los Ángeles comparten la estación. 
El estacionamiento de Cal State LA ha recibido cobertura de prensa por utilizar el concepto de estacionamiento subterráneo para tratar con las limitaciones de espacio para expansión bajo los planes iniciales de la expansión de la Universidad Estatal de California en los principios de la década de 1960. El desarrollador, Louis Lesser, mejoro la idea de "estacionamiento subterráneo" en su desarrollo de viviendas residenciales fuera del campus para la universidad en 1964, con el uso de una estructura de estacionamiento subterráneo de dos niveles. Esta estructura fue considerada tan fuera de lo corriente que se mereció una sección de periódico por separado, titulado "Parking Underground".
La Estructura E, es un espacio para estacionarse de 5 pisos que provee más de 2000 lugares y tiene estaciones de carga para vehículos eléctricos, incluyendo 3 cargadores rápidos para la comunidad de Cal State LA. La Estructura E es accesible al nivel alto del campus por la Estructura C en el Lote 5. El sistema fotovoltaico instalado arriba de la Estructura E genera 1 megavatio de energía renovable.
El campus tiene una estación de servicio de hidrógeno. La estación actúa como un recurso didáctico para clases aprendiendo de energía alternativa y sistemas de combustibles, y también es un alojamiento público que vende y dispensa hidrógeno para los que manejan vehículos de pila de combustible. Cal State LA es uno de solo tres organizaciones en el estado de California a ser adjudicado al financiamiento de la Junta de Recursos del Aire de California (CARB) para una instalación de este tipo.

## Organización y administración
Cal State LA es uno de los 23 campus del sistema de la Universidad Estatal de California (CSU). El sistema de CSU está administrado por un consejo de administración de 25 miembros, que adopta los reglamentos y políticas que rigen todo el sistema.  El director ejecutivo del sistema es la rectora Mildred Garcia, que asumió el cargo en 2023.

### Liderazgo Universitario
El jefe ejecutivo de Cal State LA es la presidenta Berenecea Johnson Eanes, quien sucedió a William A. Covino en enero de 2024. Es la primera mujer presidenta de Cal State LA. El equipo de liderazgo incluye un vicepresidente ejecutivo que también sirve como director de operaciones y rector, y cuatro vicepresidentes.

### Afiliaciones
Cal State LA es miembro de la Asociación Americana de Universidades y Colegios del Estado (AASCU) y de la Coalición de Universidades Urbanas y Metropolitanas (CUMU). Esta última organización designó a Cal State LA en 2018 como una de las 33 universidades estadounidenses que sirven como “instituciones ancla” que impulsan el crecimiento económico en sus comunidades.
El Colegio de Negocio y Economía (CB&E) de Cal State LA está dividido en seis departamentos: Contabilidad, Economía y Estadística, Finanzas, Ley, Buen Inmueble, Sistemas de Información, Administración y Mercadotecnia. La CB&E está acreditada por la Asociación para Avanzar Escuelas Colegiales de Negocio (AACSB International). 
El Colegio de Estudios Étnicos, Raciales y de Transformación Social se inauguró en el semestre de otoño de 2020 y alberga los tres departamentos de estudios étnicos de la universidad: Estudios Asiáticos y Asiático-americanos, Estudios Chicana(o) y Latina(o), y Estudios Panafricanos.

## Academia
|                     | 2023   | 2022   | 2021   |
| ------------------- | ------ | ------ | ------ |
| Solicitantes        | 32,748 | 33,941 | 29,223 |
| Admitidos           | 30,106 | 29,507 | 29,223 |
| Tasa de admisión    | 91.9%  | 86.9%  | 90.5%  |
| Matriculados        | 3,614  | 3,892  | 4,097  |
| Tasa de inscripción | 12.0%  | 13.2%  | 15.5%  |
| Promedio de GPA     | 3.3    | 3.35   | 3.31   |

La División de Educación Especial y Consejería del Charter College of Education ofrece un programa de doctorado conjunto en Educación Especial con la Universidad de California, Los Ángeles, y un programa independiente de Ed.D. en Administración Educativa como parte de la División de Estudios Aplicados y Avanzados en Educación.
La Escuela de Enfermería de Cal State LA lanzó el Doctorado en Práctica de Enfermería (DNP) en el otoño de 2012. El DNP ha sido acreditado por la Asociación Occidental de Escuelas y Universidades (WASC). La Escuela de Enfermería Patricia A. Chin forma parte de la Facultad de Salud y Servicios Humanos de Rongxiang Xu. El programa de posgrado ofrece opciones en educación en enfermería y en enfermería como practicante, con especializaciones en atención primaria de adultos y gerontología, cuidados agudos en gerontología de adultos, salud familiar y salud mental/psiquiátrica familiar.
Con el primer departamento de Estudios Chicanos del país (establecido en 1968), Cal State LA es una de las principales instituciones que otorgan títulos de licenciatura y maestría a estudiantes hispanos en California.
La Asociación Histórica Americana otorgó el Premio a la Equidad Institucional 2022 al Departamento de Historia de Cal State LA por su labor en la contratación y retención de grupos raciales y étnicos subrepresentados en la disciplina histórica.
Las cinco especialidades más populares entre los graduados de 2020 fueron:
- Negocios, Gestión, Marketing y servicios de apoyo relacionados (19%)
- Profesiones de la Salud y Programas Afines (10%)
- Ciencias Sociales (10%)
- Educación (7%)
- Psicología (6%)
- Seguridad Nacional, Aplicación de la Ley, Extinción de Incendios y Servicios de Protección Conexos (6%)
- Parques, Recreación, Ocio, Fitness y Kinesiología (6%)
- Ingeniería (5%)
- Lengua y Literatura Inglesa (5%)
- Informática, Ciencias de la Información y Servicios de Apoyo (4%)

### Colegio
- Facultad de Salud y Servicios Humanos de Rongxiang Xu
- Facultad de Ciencias Naturales y Sociales
- Facultad de Ingeniería, Ciencias de la Computación y Tecnología
- Facultad de Economía y Negocios
- Facultad de Educación
- Facultad de Artes y Letras
- El colegio de honores
- Facultad de Educación Profesional y Global
- Facultad de Estudios Étnicos

### Departamentos y Escuelas
- Departamento de Estudios del Niño y la Familia
- Departamento de Trastornos de la Comunicación
- Departamento de Salud Pública
- Escuela de Justicia Penal y Criminalística
- Facultad de Kinesiología, Nutrición y Ciencias de los Alimentos
- Escuela de Enfermería Patricia A. Chin
- En esta imagen se podía ver que Cal State LA tiene su propia estación de tren.
- Escuela de Trabajo Social

### Centro de Estudios de Televisión, Cine y Medios
El Centro de Estudios de Televisión, Cine y Medios alberga los Estudios de Cal State LA y forma parte de la Facultad de Artes y Letras. El sitio, donde anteriormente se encontraba una iglesia de Jesucristo de los Santos de los Últimos Días, incluye una estructura de estacionamiento de dos niveles, un salón de usos múltiples, aulas, salas de conferencias y espacio para oficinas.

### Espacio biológico
Creado con subvenciones del condado de Los Ángeles y la Administración de Desarrollo Económico de los EE. UU., LA BioSpace es una incubadora universitaria.
LA BioSpace forma parte de un proyecto de subvención más amplio con sede en Cal State LA, llamado LA BioStart. Este proyecto organiza eventos de networking y ofrece un programa de capacitación intensiva para emprendedores en biociencias, además de gestionar la incubadora.

## Consorcios

### Instituto de Estudios Oceánicos (IEO)
Las oportunidades de estudio en el entorno costero son proporcionadas por el Instituto de Estudios Oceánicos (OSI), que comprende ocho campus de la Universidad Estatal: Fullerton, Long Beach, Los Ángeles, Northridge, Pomona, San Bernardino, San Marcos y Dominguez Hills. La OSI opera desde los muelles y las instalaciones de laboratorio del Instituto Marino del Sur de California (SCMI), ubicado en Fish Harbor, Terminal Island, dentro del puerto de Los Ángeles - Long Beach.
La OSI participa en la capacitación de administradores y científicos, así como en la educación del público, coordinando y facilitando actividades de investigación y educación marina. A bordo del R.V. Yellowfin, la OSI proporciona laboratorios de investigación marítima e instalaciones de instrucción.
Varios cursos dentro de los departamentos de Biología, Ciencias Geológicas, Psicología y la Facultad de Ingeniería, Ciencias de la Computación y Tecnología, entre otros, utilizan el Yellowfin y otras instalaciones del consorcio. Además, cada otoño, los ocho campus ofrecen un curso de estudios en el Instituto Wrigley de Estudios Ambientales de la USC, ubicado en la Isla Santa Catalina. Los cursos abarcan temas de biología marina, ecología y experiencia en investigación.

### Centro de Estudios del Desierto
El Centro de Estudios del Desierto es una estación de campo de la Universidad Estatal de California, ubicada en Zzyzx, California, en el Desierto de Mojave. Su propósito es brindar oportunidades para la investigación, la enseñanza y la experiencia directa en el entorno del Desierto de Mojave.
El centro es operado oficialmente por el Consorcio de Estudios del Desierto de California, un grupo de siete campus de la CSU: Fullerton, Cal Poly Pomona, Long Beach, San Bernardino, Northridge, Dominguez Hills y Los Ángeles.

## Facultad
El cuerpo docente de Cal State Los Ángeles incluye a dos profesores galardonados con el Premio Presidencial y a 13 miembros del profesorado reconocidos con los Premios a Profesores Sobresalientes otorgados por los Fideicomisarios de la CSU.

### Profesores
En diciembre de 1999, Raymond Landis, decano de Ingeniería y Tecnología, fue honrado por la Casa Blanca por su destacada tutoría estudiantil. Este reconocimiento le valió a la universidad su segundo Premio Presidencial.
En septiembre de 1996, el profesor de química Carlos G. Gutiérrez estuvo entre los primeros homenajeados nombrados por el presidente Bill Clinton para recibir el recién creado Premio Presidencial a la Excelencia en Mentoría en Ciencias, Matemáticas e Ingeniería, en una ceremonia en la Casa Blanca.
En el otoño de 1995, el profesor de química Thomas P. Onak fue nombrado Profesor del Año en California por la Fundación Carnegie para el Avance de la Enseñanza y el Consejo para el Avance y Apoyo de la Educación.
En 1992, la profesora de química Phoebe K. Dea también fue nombrada Profesora del Año en California por la Fundación Carnegie para el Avance de la Enseñanza y el Consejo para el Avance y Apoyo de la Educación.
Hal Fishman fue profesor adjunto de ciencia política durante dos años. Fishman recibió el primer Lifetime Achievement Award de la Television-Radio Association de la Prensa Asociada por su trabajo como presentador de noticias en KTLA, un canal local de Los Ángeles.
Ann Garry, profesora emérita de Filosofía, fue una pionera en el campo de la filosofía feminista.
Rafael Sonenshein es el director ejecutivo del Instituto Pat Brown de Asuntos Públicos.

### Profesores adjuntos visitantes distinguidos
Christopher Isherwood impartió un curso sobre literatura inglesa moderna en 1961-1962. Autor destacado, su obra Historias de Berlín sirvió de base para el musical de Broadway y la película Cabaret.
Dorothy Parker impartió un curso en el Departamento de Inglés en 1962-1963. Escritora y miembro fundador de la Mesa Redonda Algonquin, Parker fue incluida en la Academia Estadounidense de Artes y Letras en 1959.

### Profesores patronos
Barry Munitz fue el quinto canciller del sistema de la Universidad Estatal de California y el sexto presidente de la Universidad de Houston.

## Clasificaciones
El informe America's Best Colleges 2021 de U.S. News & World Report incluyó las siguientes clasificaciones para Cal State LA en la categoría de universidades regionales en el oeste de los Estados Unidos: empatada en el noveno lugar entre las universidades públicas, en el puesto 26 entre las universidades públicas y privadas, y en el puesto 11 en la categoría de mejores escuelas en relación calidad-precio.
El programa de negocios en la Facultad de Negocios y Ciencias Económicas sigue estando entre las 10 mejores instituciones públicas de California. En una categoría separada, el programa de Ciencias de la Computación de Cal State LA está clasificado entre los 20 mejores de California.
Nurse.org clasificó a Cal State LA en el quinto lugar en su ranking de las 10 mejores escuelas de enfermería de California en 2021.
La Guía de Clasificación Universitaria 2020 de Washington Monthly posicionó a Cal State LA en el décimo lugar entre 614 escuelas a nivel nacional en la categoría de universidad de maestría. La revista califica a las universidades según su contribución al bien público, considerando factores como la investigación, el servicio y la movilidad social. También, en la edición de 2020 de Washington Monthly, Cal State LA ocupó el tercer lugar como la "Mejor inversión por el dinero" entre 215 escuelas en la región occidental de EE. UU.
Money clasificó a Cal State LA en el puesto 31 entre las mejores universidades para especializaciones en ingeniería y en el puesto 31 en su ranking general de las mejores universidades de 2020.
Business Insider clasificó a Cal State LA en el puesto 12 en su ranking de "Mejor retorno de la inversión" en 2020.
Forbes clasificó a Cal State LA en el puesto 139 en su clasificación de 2019 de las mejores universidades de Estados Unidos, entre las 300 universidades incluidas en la lista. 
UniversityNET ubicó a Cal State LA en el puesto número 2 en su índice de movilidad social.
En 2018, Cal State LA fue clasificada como la decimocuarta mejor universidad en los Estados Unidos por escala salarial, según las clasificaciones universitarias del Índice de Movilidad Social de CollegeNET.
En enero de 2017, Cal State LA ocupó el puesto número 1 en el país en movilidad ascendente de estudiantes. El Proyecto de Igualdad de Oportunidades siguió a 30 millones de estudiantes matriculados en más de 2,200 colegios y universidades entre 1999 y 2013, y concluyó que la institución con la "tasa de movilidad" más alta era Cal State LA.
Cal State LA ocupó el octavo lugar a nivel nacional en cantidad de títulos de licenciatura otorgados a hispanos en 2017, según la revista Hispanic Outlook on Education.
En 2014, la revista Time incluyó a Cal State LA en su lista de las 100 mejores universidades y colegios, basándose en los nuevos criterios propuestos por la Casa Blanca, los cuales se enfocan exclusivamente en accesibilidad, asequibilidad y tasas de graduación. Cal State LA, clasificada en el puesto 24, fue una de las siete universidades del sistema CSU en figurar en la lista.
La Fundación Nacional de Ciencias enumera a Cal State LA como la principal institución de bachillerato de origen para doctorados latinos en ciencias e ingeniería entre todos los colegios y universidades de pregrado y maestría en los EE. UU. continentales. Los hallazgos más recientes abarcan el período de 2008 a 2012 y fueron publicados en el informe de la NSF Mujeres, minorías y personas con discapacidades en ciencia e ingeniería: 2015. Los datos provienen de encuestas realizadas por la NSF, el Departamento de Educación de EE. UU., el Departamento de Comercio de EE. UU. y el Departamento de Trabajo de EE. UU. 

## Medios del campus

### Tiempos universitarios
El University Times (UT) es un periódico dirigido por estudiantes. El primer periódico estudiantil, entonces llamado The College Times, se publicó por primera vez en junio de 1948. En 1965, The College Times fue nombrado el mejor periódico por California Intercollegiate Press. El 2 de octubre de 1972, The College Times cambió su nombre a University Times, de acuerdo con el cambio de estatus universitario. El nombre fue el resultado popular de una encuesta en todo el campus, con "Devil's Advocate" en segundo lugar. Larry Hawthorne fue el primer editor en jefe del University Times.[111]

### Radio Águila Dorada
Esta estación de transmisión web comenzó en 2015.[112]

### Producciones Golden Eagle
Golden Eagle Productions (también conocida como GEP) es la principal unidad de cine y televisión de Cal State LA, compuesta por estudiantes que crean y producen contenidos mediáticos como noticias y piezas digitales, así como películas y series originales[113].

### Producciones Águila Dorada
Golden Eagle Productions (también conocida como GEP) es la unidad principal de cine y televisión de Cal State LA, compuesta por estudiantes que crean y producen contenido multimedia como noticias y piezas digitales, así como películas y series originales.[113]

## Vida griega
Excluyendo al Consejo Griego y Orden de Omega, a partir del verano de 2019, el campus de Cal State LA alberga a 25 fraternal social capítulos de organización, 10 fraternidades (dos nuevas colonias), 13 hermandades de mujeresy 2 fraternidades mixtas.

## Deportes Intercolegials
Artículo principal: Cal State Los Ángeles Golden Eagles
Los Golden Eagles son miembros de la California Collegiate Athletic Association (CCAA) para todos los deportes excepto el tenis femenino, que está en la Pacific West Conference, y el voleibol de playa femenino y el atletismo en pista cubierta, que están en las escuelas independientes de la División II de la NCAA. Cal State LA es la única universidad de la CCAA que tiene voleibol de playa como deporte. Cal State LA compite en la División II de la National Collegiate Athletic Association (NCAA). Antes de enero de 1981, Cal State LA era conocida como los Diablos; el cambio a Golden Eagles fue realizado por el entonces presidente James Rosser para crear una mascota más inclusiva y menos estereotipada.
La universidad cuenta a partir de 2019 con catorce equipos intercolegiales masculinos y femeninos de fútbol, béisbol, baloncesto, tenis, golf, voleibol, campo a través, pista cubierta y pista y campo al aire libre. Las instalaciones deportivas de Cal State LA, de más de 11 hectáreas, se denominan Complejo Deportivo Billie Jean King. El complejo deportivo -que fue aprobado por la Junta de Síndicos de la CSU en septiembre de 2010- cuenta con el Eagle's Nest Arena, el Estadio Universitario, el Jesse Owens Track and Field, el Reeder Field (béisbol), la piscina y pistas de tenis y baloncesto. Los planes de desarrollo del proyecto para el complejo incluyen un nuevo gimnasio, campo de atletismo y el centro de tenis Rosie Casals / Pancho Gonzales. El centro es un nuevo edificio de dos pisos que incluirá vestuarios y salas de entrenamiento en la planta baja con espacio de usos múltiples y áreas de visualización en el segundo piso. Tiene una superficie de 7.000 pies cuadrados y su finalización está prevista para otoño de 2021.
Programas deportivos de Cal State LA
Deportes femeninos
- Baloncesto
- Fútbol
- Tenis
- A campo traviesa
- Voleibol
- Voleibol de playa
- Golf
- Pista y campo

Deportes masculinos
- Béisbol
- Baloncesto
- Fútbol
- A campo traviesa
- Pista y campo (exterior)

## Símbolos

### Sello Universitario
El sello universitario está reservado para fines legales, formales y ceremoniales, incluidos materiales de graduación, diplomas, expedientes académicos, eventos formales, documentos presidenciales y artículos de obsequio de la Oficina del Presidente. El sello, disponible a todo color o en blanco y negro, no se puede utilizar en combinación con el logotipo de Cal State LA.

### Mazauniversitaria
la universidad Mujer es una pieza ceremonial que simboliza la autoridad bajo la cual se fundamenta la universidad. Se identifica con la Oficina del Presidente y se porta en procesiones académicas para principios y otros encuentros universitarios oficiales. El honor de servir como macero se otorga al Presidente de la Senado Académico.

### Insignia universitaria
El escudo, con sus ángulos de arquitectura urbana, representa la ciudad global y emprendedora en la que reside. Dentro del escudo, encontrarás edificios icónicos y puntos de referencia del Horizonte de los Ángeles. Están dibujados para escalar y ascender hacia arriba, de izquierda a derecha, apuntando hacia el futuro. El borde grueso (borde exterior del escudo) tiene esquinas abiertas que representan un campus que se abre a la región a la que sirve. La 'A' en Cal State LA tiene un pico de águila en su punta.